# Fred Dretske
Fred Dretske foi um professor na Duke University nos EUA que estudava Filosofia da Mente. Ele foi um epistemólogo que propôs em seu ensaio "Conclusive Reasons" (Razões Conclusivas), que as evidências, as bases e as razões devem ser consideradas como justificativas para as crenças.
Ele diz que:
"podemos dizer de qualquer assunto "S", que se acredita que "P" e quem tem razões conclusivas para acreditar que "P", que, por conta destas razões, ele não poderia estar errado sobre "P" ou, tendo em conta estas razões, é falso que ele pode estar enganado sobre "P".
Suponha-se, então, que
(1) "S" sabe que "P" e ele sabe disso, com base (simplesmente) de "R" implica
(2) R não seria o caso, a menos de "P" fosse o caso. 
A última fórmula expressa uma relação entre "R" e "P", que é forte o suficiente, eu afirmo, que nos permitam dizer que, se a afirmação(2) é verdadeira, então "R" é uma razão conclusiva para "P".
Porque, se (2) é verdadeira, temos o direito, não somente para negar que, por conta "R", "não-P" é o caso, mas também que, dado "R", "não-P" pode ser o caso.
Ou seja, (2) elimina "R" e "não-P" como um possível (conjunto) estado de relações e, quando nos é dado "R", ele elimina "não-P" como um possível estado de relações.  Isto é assim porque (2) implica uma falsidade,

(3) Embora "R" é o caso "P" pode não ser o caso." 'Fred Dretske CONCLUSIVE REASONS (1971)  

## 
1. ↑  Fred Dretske publicado em "The Information Philosopher"
2. ↑  Conclusive Reasons[ligação inativa] Australasian Journal of Philosophy (Vol. 49, No. 1 em Maio de 1971)